# 花見山公園

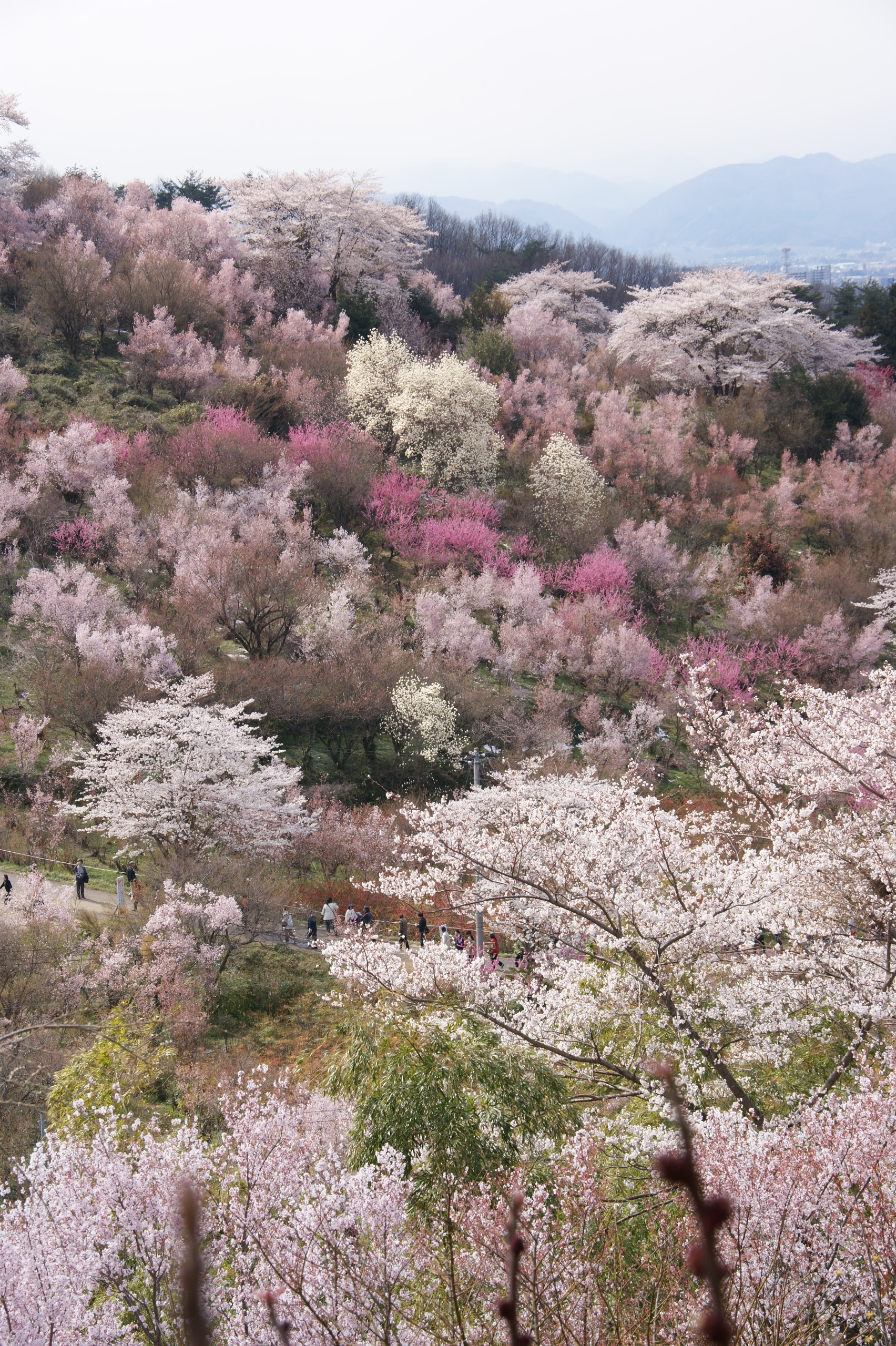
ふくしま市景観100選「17.花見山の色とりどりの花木」
（2010年4月18日撮影）

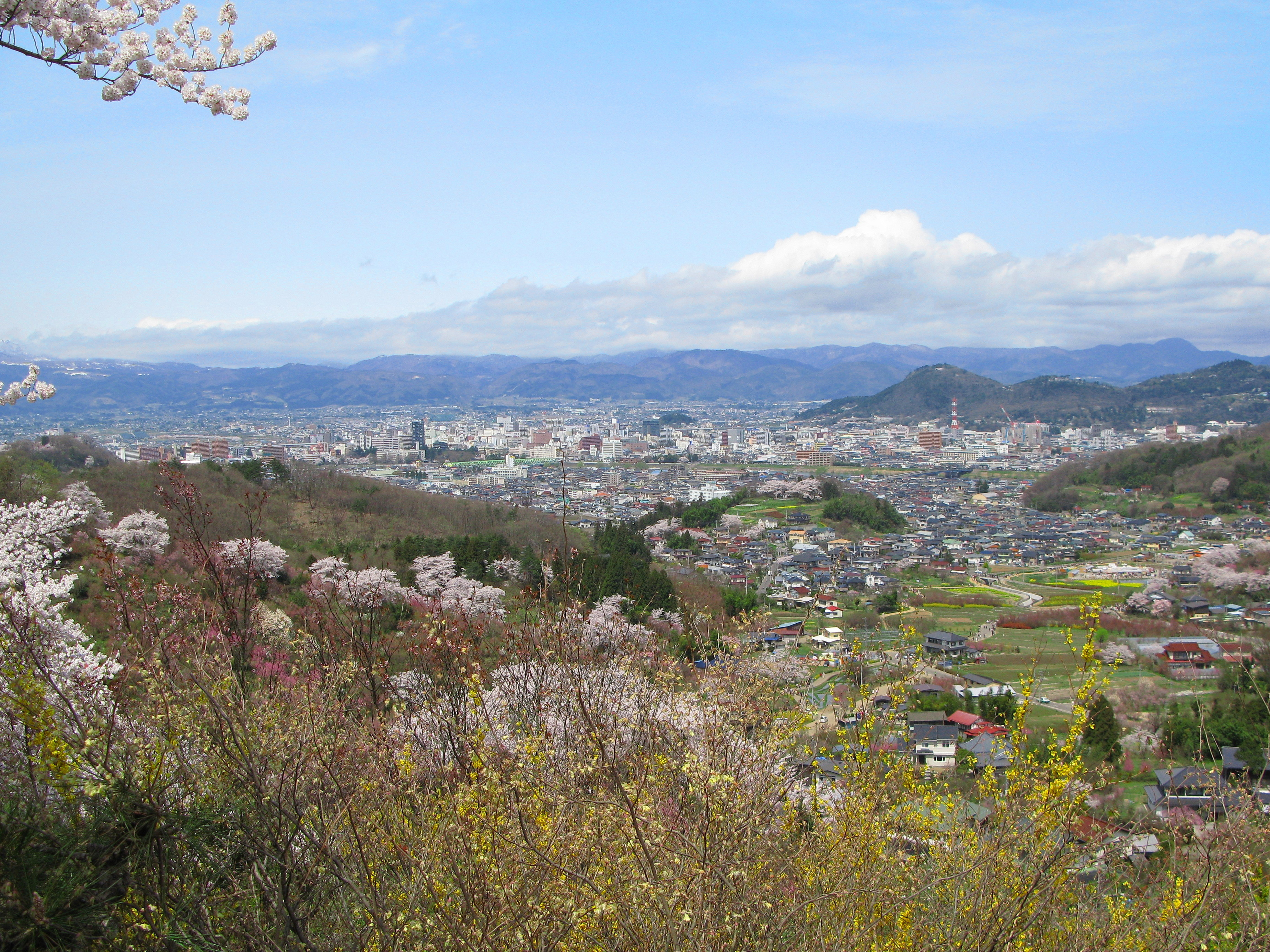
ふくしま市景観100選「12.花見山から見た信夫山と市街地」。
養蚕業が盛んだった福島盆地が殿上山（春日山）越しに望める。

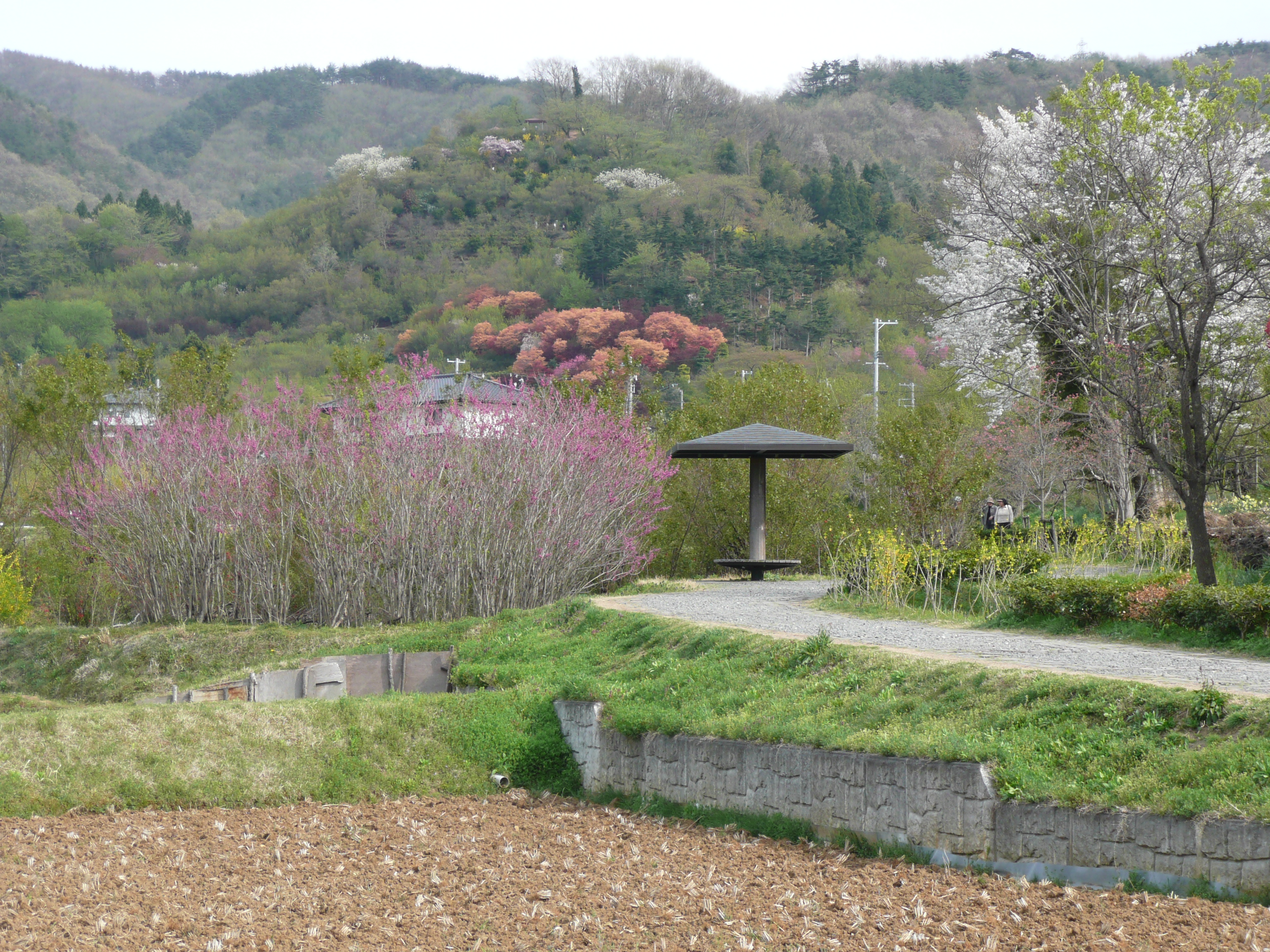
「ウォーキングトレイル事業」によって設置された、観光バス駐車場と花見山公園との間の遊歩道（2007年4月）

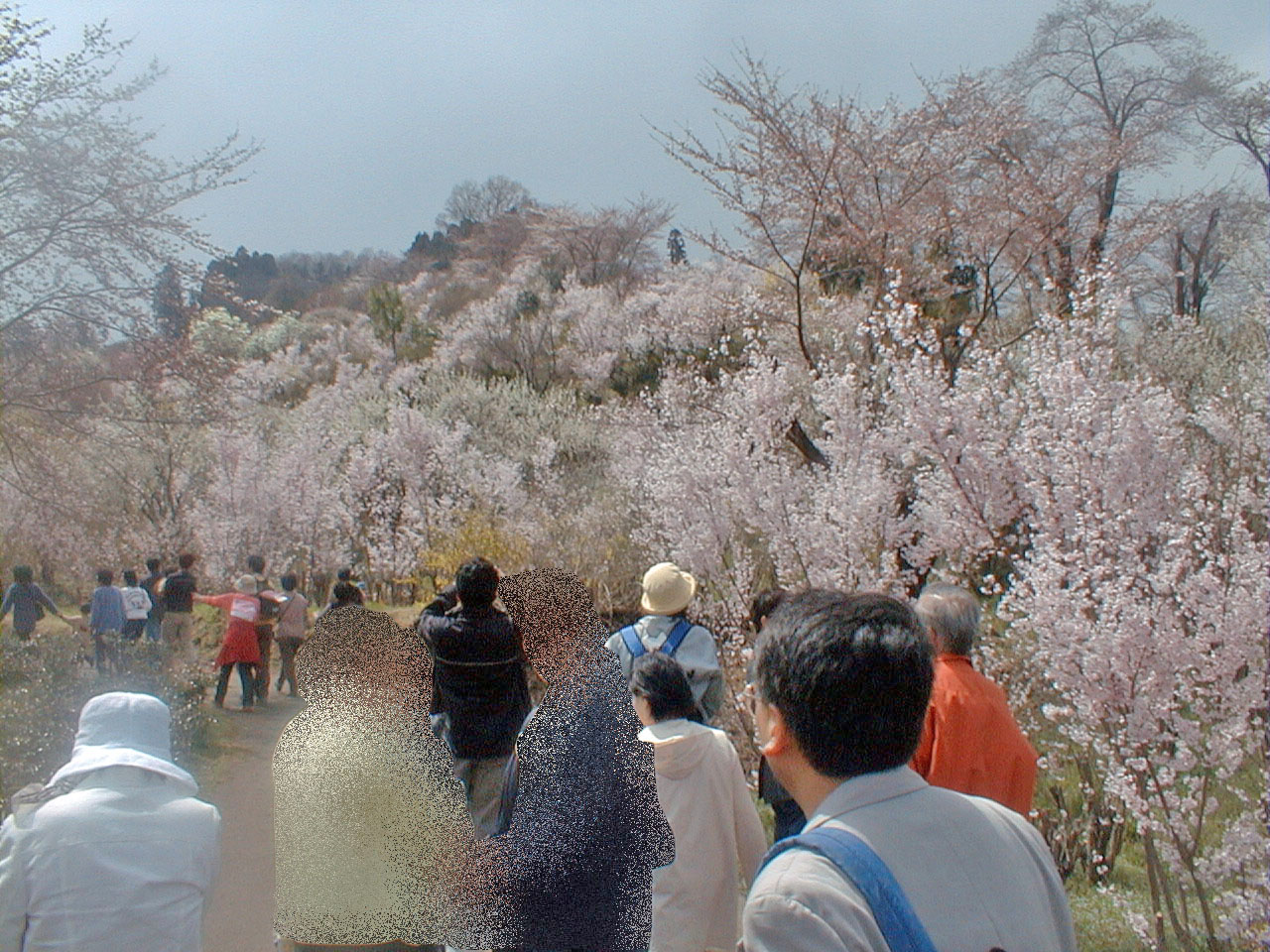
花見山公園へ続くトウカイザクラ（東海桜）並木の遊歩道（2004年4月）。園芸花木であるため、自然樹形とは異なる特徴的な樹形をしている。

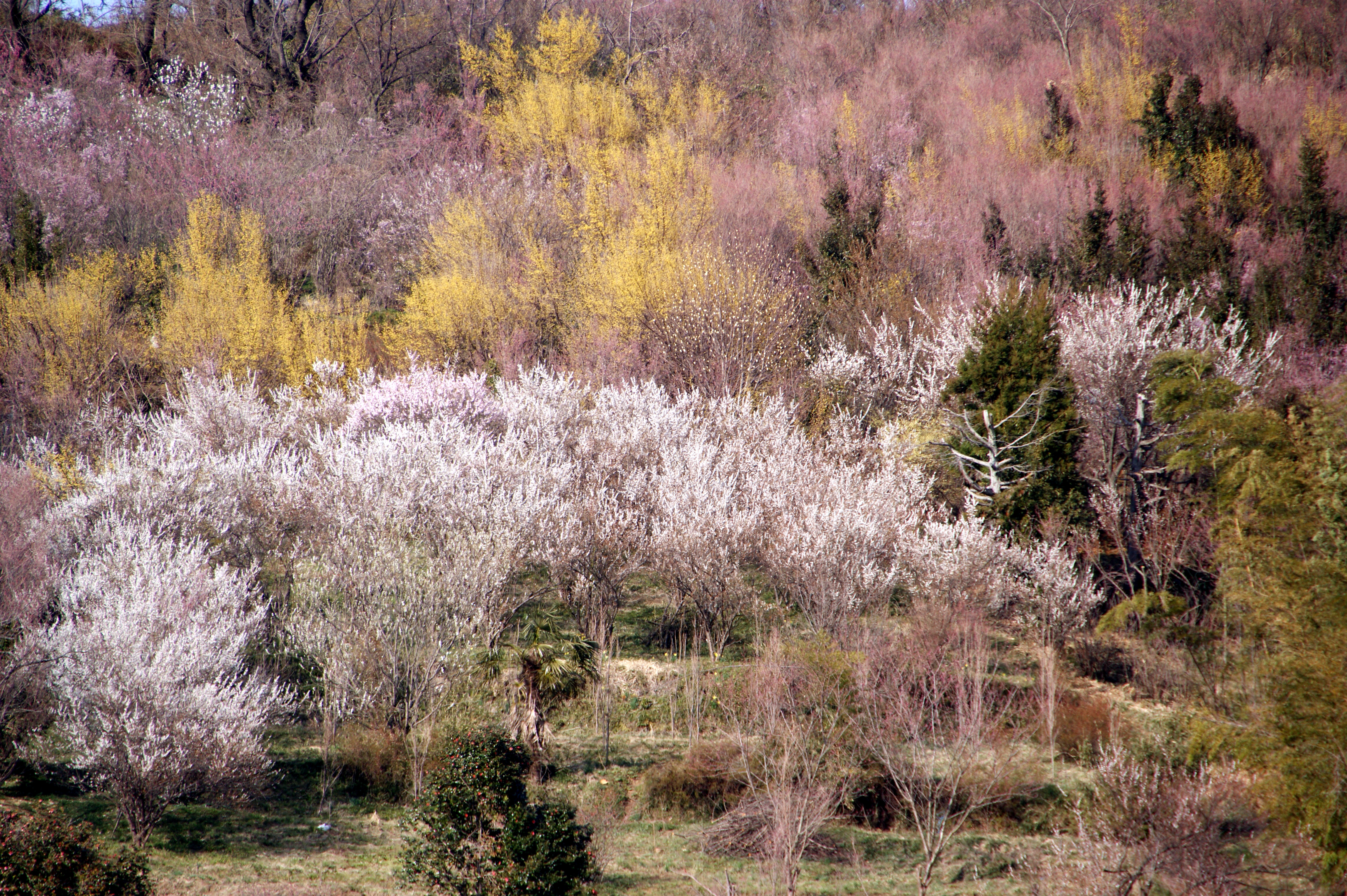
農業経済学（農業経営学）に従って、多様な樹種が栽培されている。

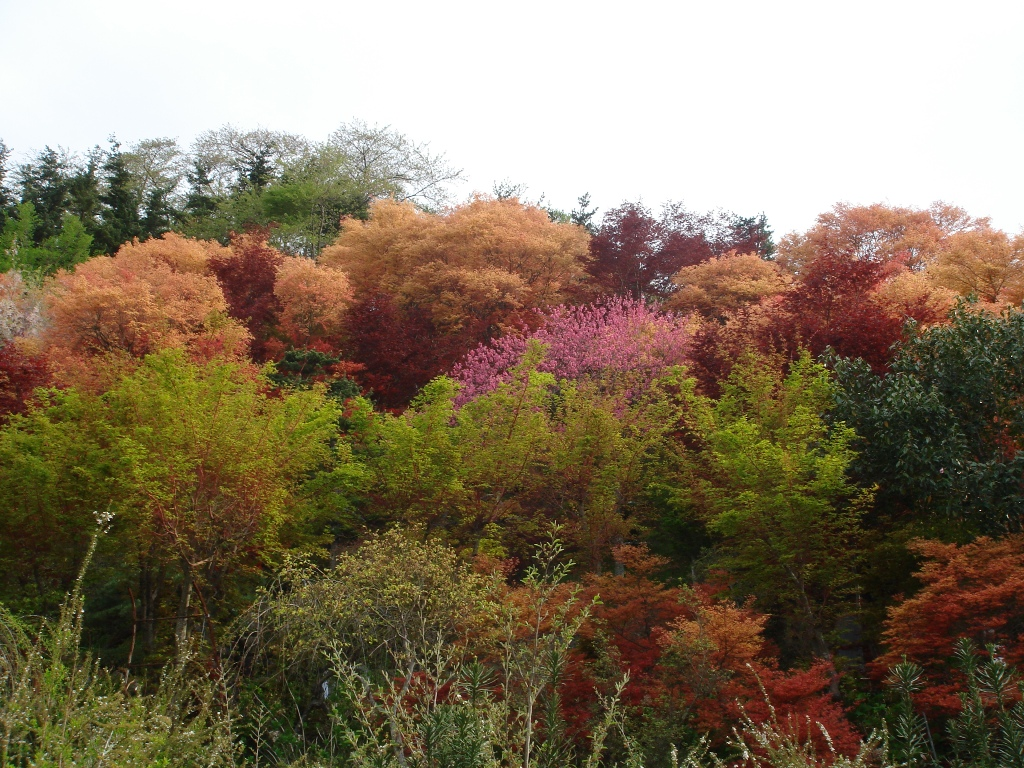
春に収穫する桃の花と秋に収穫するモミジ（2007年4月）

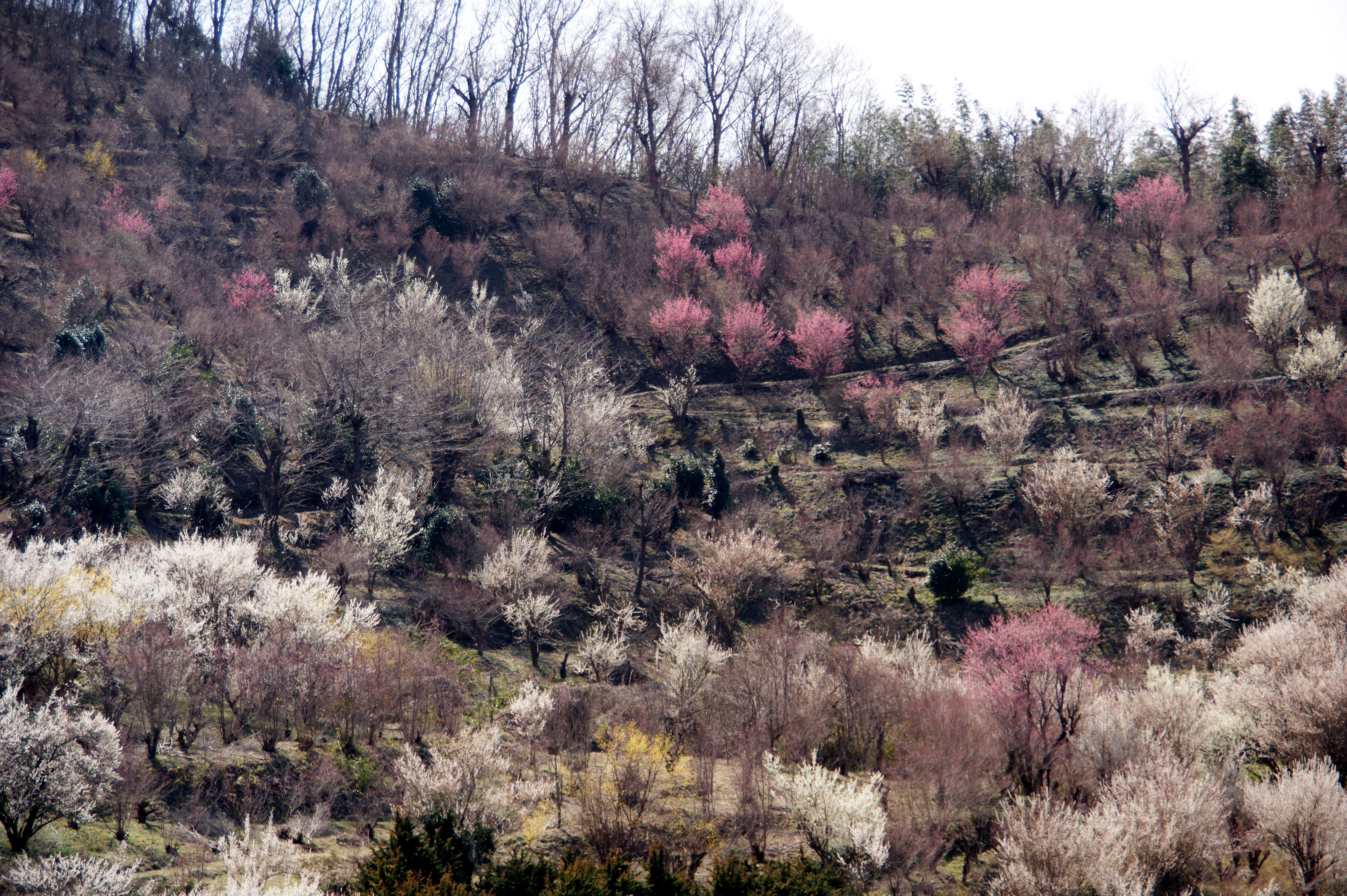
花木は商品作物であるため、日当たりを考えて斜面に植え付けが行われている。また、農作業用道路が網目のように広がる。

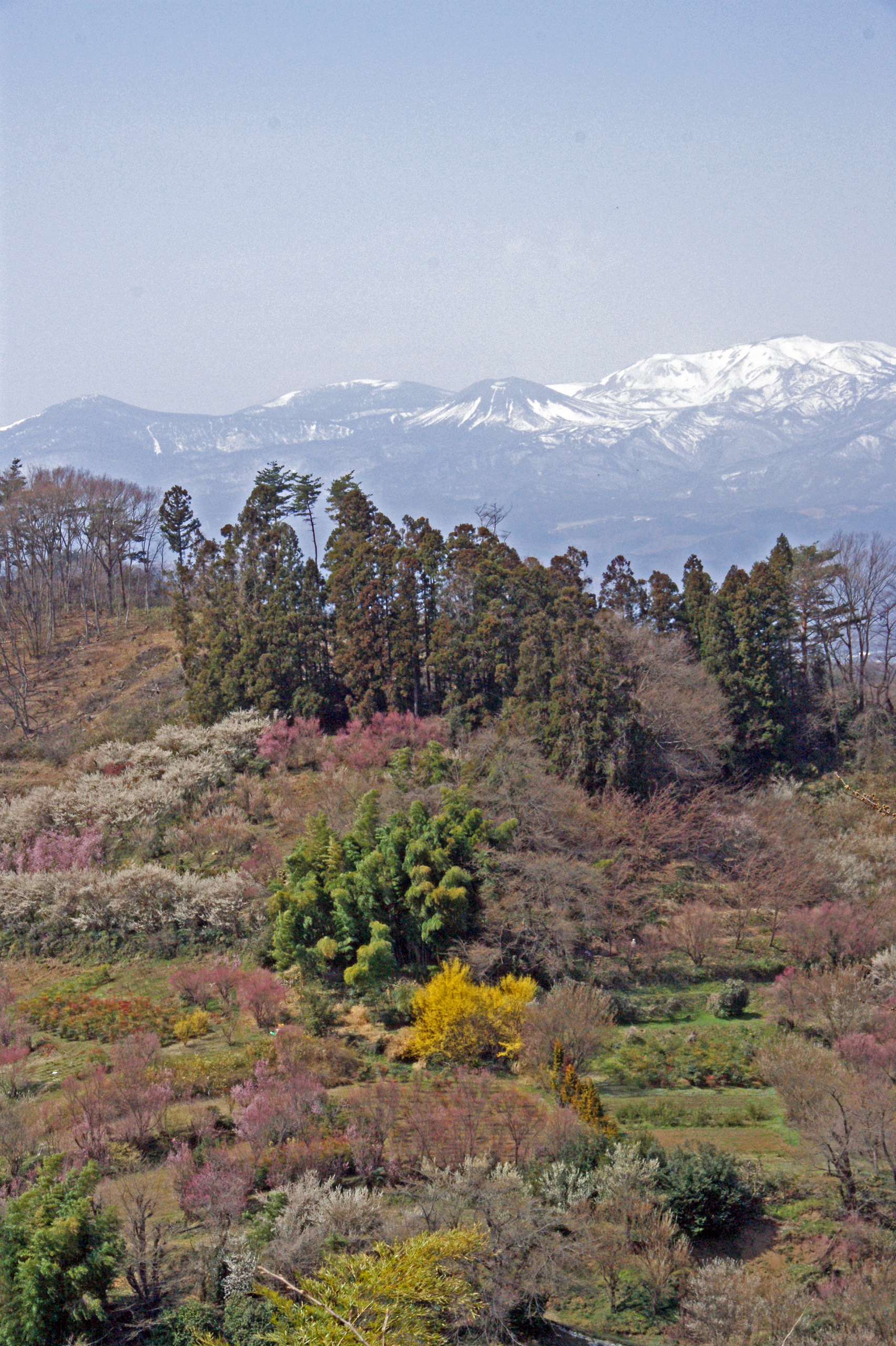
ふくしま市景観100選「1.花見山から見た吾妻連峰」。
吾妻小富士と雪形雪うさぎが見える。

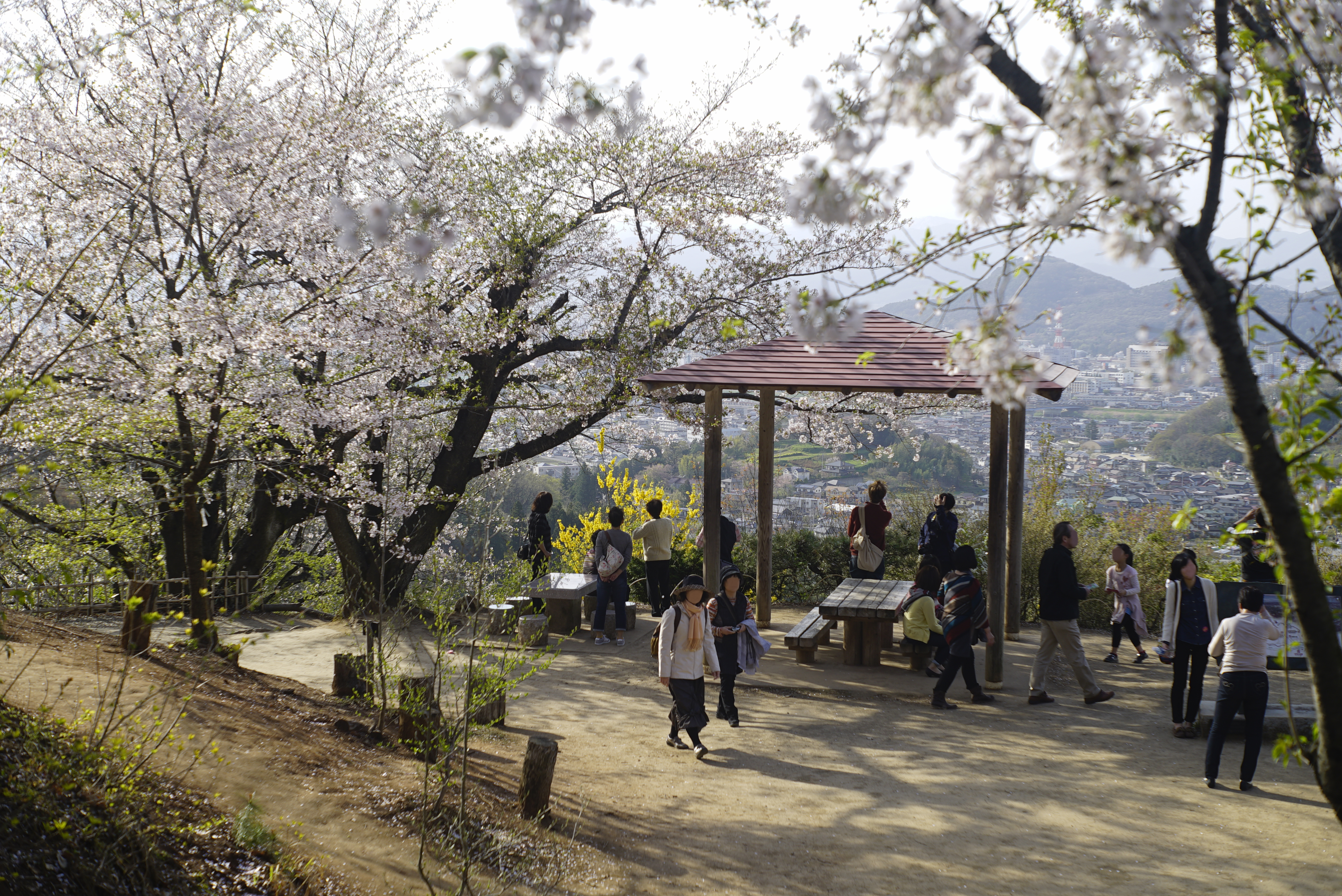
花見山公園山頂の様子（2015年4月）

花見山公園（はなみやまこうえん）は、福島県福島市にある花卉園芸農家の私有地の名称。中心市街地から見て南東、阿武隈川右岸の渡利地区の丘陵地中腹に位置する。所有者が公園として市民に無料開放しており、特に春の花見シーズンには、多くの観光客を集めている。
当園周辺の農家も花卉園芸を行っており、地区一帯で花が咲くため、「花見山」は地区全体の総称としても使用されている。

## 概要
福島盆地の東縁を形成する阿武隈高地に、阿武隈川支流のくるみ川が形成した小規模な谷底平野があり、くるみ川本流とその支流の鈴ヶ入川に挟まれて樹枝状丘陵が張り出している。その丘陵先端部の標高約110mから約180mに当園は位置する。
集落がある谷底平野に立つと、くるみ川流出部の殿上山（春日山）も含め周囲はぐるりと丘陵に囲まれ、その到る所で花卉園芸が営まれている。春には、切花出荷用の東海桜を初め、梅、桃、ソメイヨシノ、レンギョウ、ボケ、サンシュユ、モクレンそしてツバキ等が当園のみならず地区一帯に咲く。そのさまを写真家の秋山庄太郎は「福島に桃源郷あり」と形容し、毎年訪れた。春以外ではロウバイも冬季に見頃を迎える。
観光客の増加により、4月初旬から下旬まで一般車両の進入規制が行われるようになり、一般車両駐車場とを結ぶシャトルバスのバス停および観光バス駐車場が設置された。観光バス駐車場周辺にはシーズン中に出店も設置される。観光バス駐車場と当園との間は約800m（徒歩10分）あり、ウォーキングトレイル事業によって地区内に遊歩道が整備され、地区内を流れる川の護岸工事も行われた。

## 歴史

### 養蚕・林業 → 園芸 → 畑作
江戸時代から信達地方（福島盆地）は国内有数の養蚕地であり、現在の花見山公園を所有する阿部家も養蚕を家業とし、また、山から切り出した木材の販売もしていた。1929年に世界恐慌が始まると、1930年（昭和5年）1月の金解禁により日本にもその影響が及んで、生糸の輸出減少とデフレから生糸の価格が暴落し、昭和恐慌が始まった。阿部家でも、養蚕業での収入減に加えて恐慌による親戚の事業失敗もあり、家と山を手放さざるを得なくなった。
一方、1923年（大正12年）9月1日に発生した大正関東地震（関東大震災）の復興過程で、大日本園芸組合が1924年（大正13年）、東京府東京市京橋区（現・東京都中央区）の西銀座に開設した日本初の花卉市場である「高級園芸市場」が生産者の好評を博したため、日本各地に花卉市場が開設されるようになり、福島市にも「福嶋生花組合市場」が開場した。また、華道界では1930年（昭和5年）に重森三玲、勅使河原蒼風らが「新興いけばな宣言」を起草し、自由花運動が展開されていった。少しずつ山を買い戻していた阿部家は、このような背景の中で山に自生している花を採って販売するようになり、生け花用の切り花の好調な売れ行きに生計が支えられるようになった。すると阿部家は花の栽培にも乗り出し、鍬1本で山を開墾しながら作付けを広げていった。
1937年（昭和12年）に日中戦争が始まると、阿部家の男子も徴兵されて戦地に赴き、労働力が奪われた。食糧事情が特に悪化した太平洋戦争中には、不要不急の作物である花を栽培すると非国民扱いされるため、統制経済下で麦・豆・芋などを作って供出するようになった。

### 園芸再開 → 観光地化
1945年（昭和20年）8月15日の終戦により、阿部家は開墾と花木栽培を再開した。1947年（昭和22年）、信夫郡渡利村は福島市に編入合併された。
1950年代後半になると開花期には山が一面の花で埋まるようになり、観光客が集まり始めた。花卉栽培の作業をしながら観光客の相手までする余裕が無かったこともあるが、戦場で多数の悲惨な死を見てきた阿部家の主は戦争で苦しんだ人たちを元気付けたいとの思いもあり、「花見山公園」と名づけて1959年（昭和34年）4月に無料開放した（1961年に「レジャー」が流行語になり、「レジャーブーム」になった）。また、観光客のために500万円かけてトイレを設置し、東屋・展望台・灯篭などの施設も自己資金で建設、観光客に無料で貸し出す杖や傘も揃えていった。
1975年（昭和50年）頃、自身が審査員を務めた写真賞の出品作品で当園を知った写真家・秋山庄太郎が初めて当園を訪れた。秋山は、山形県米沢市の別荘と東京都との間にある当園に度々訪れるようになり、「福島に桃源郷あり」と形容して展覧会や講演会で当園を紹介し、当園の全国的な知名度向上に寄与した。
その一方、花見シーズンに入ると観光客やカメラマンが多く集まり、道幅が狭い地区内および周辺は渋滞に悩まされるようになった。そのため地区の住民らが周辺維持管理委員会を設立し、渋滞対策をしてきた。また、1996年（平成8年）より建設省（現・国土交通省）の補助事業「ウォーキング・トレイル事業」が始まり、当園周辺では遊歩道などの整備による歩車分離が進められた。2004年（平成16年）には当園のシーズン入園者数が20万人を突破したため、同委員会・福島市観光協会・福島市物産振興協会によって「花見山環境整備協議会」が設立され、観光や地域振興の環境整備にあたるようになり、2006年（平成18年）12月から花見山公園周辺環境整備事業が始まった。
2007年（平成19年）、福島市の市制100周年を記念して「ふくしま市景観100選」が選定され、「1.花見山から見た吾妻連峰」、「12.花見山から見た信夫山と市街地」、「17.花見山の色とりどりの花木」と、当園一帯は100選中3つの景観で選ばれた。2010年（平成22年）には過去最高となる32万人が来園し、外国人観光客の団体も見られるようになった。

### 東日本大震災
2011年（平成23年）3月6日（日）には3,500人以上の観光客が訪れ、花見シーズンは順調に始まったが、3月11日（金）に東北地方太平洋沖地震（東日本大震災）が発生。当園では一部の斜面が崩れただけで大きな被害はなかったが、同地震に伴う津波で福島第一原子力発電所事故が発生し、3月12日に1号機で水素爆発が起きると3月13日（日）の観光客数は100人以下に落ち込んだ。さらに3月15日早朝に2号機と4号機で爆発が起きると、直線距離で約60km離れた福島市にも影響が及び、環境放射線量は同日夕方から著しく増加して18時から19時台に24μGy/hに達し、その後減衰した（参照）。
3月27日（日）の観光客数も285人と、例年と比べて著明に少なくなった。一方で、震災によるイベント自粛の趨勢もあり、花見山観光振興協議会はシャトルバスの運行やボランティアによるガイド、ポスター掲示などの中止を決定した。4月6日、福島県が実施した調査で、渡利地区の環境放射線量が4～5μSv/hと比較的高いことが判明し、当地区が放射能汚染の「ホットスポット」として徐々に報道されるようになった。
地震・津波の被災地以外でも花見を自粛すべきという意見と、花見での飲食が被災地の復興支援になるという意見がマスメディアを通じて紹介される中、サクラの満開が近付くと観光客が集まりだし、4月16日（土）には約7,500人、翌17日（日）には1万2千人が来園。シャトルバス運行中止の影響で420台分の駐車場は午前中で満車になり、駐車待ちの車列により最大5kmに達する渋滞が発生する事態となった。予想外の事態に、被災者や避難者の支援のためのボランティア活動をしていた「NPO花見山を守る会」は、その合間を縫って4月19日に花見山の除染作業を実施し、観光客の被曝を少しでも減らす努力をした。結果的に花見シーズンの観光客数は、昨年の1/3以下とはいえ、9万4000人にのぼった。

## 特徴

### 私有地
1959年（昭和34年）4月、土地の所有者である阿部一郎が「花見山公園」と命名し、善意により無料開放を始めた。観光地化した現在も私有地であるため、花見でよくみられる宴会は禁止されている。同公園周辺の花木も私有地内に咲いていることがほとんどである。このような立地条件であるため、ウォーキング型の花見をする観光地となっている。

### 筆を逆さにした様な樹形
地区一帯では、花木を中心とした花卉園芸が盛んである。花木収穫の際には自然な立位で枝を切るため、地上から1m強の部位を切断する。このため、自然樹形とは異なり、地上から例年切断する部位までの幹は太いが、それより上には多数の枝が極端に細い枝振りで密集して上方に成長する。結果、筆あるいは箒を逆さにしたような樹形となる。このような密集した枝に花が咲くため、自然樹形と比べて花の密集度が高くなる。

### 多様な樹種
特定樹種のモノカルチャーとすると、繁忙期に家族でまかなえないほど多くの人手が必要になったり、年により豊作不作の収量変動を受けたり、売れ筋の変化による価格変動を受けたりすることになる。そのため、同地区では人件費削減と収入安定のため、収穫時期が異なる複数の樹種を栽培しており、結果的に「百花繚乱」となった。

### 丘陵地
個々の花木への日照時間が多くなるよう、花卉園芸は傾斜地である丘陵地中腹において行われ、また、個々の花木が重ならないよう少しずつずらして植えられている。このため、花見シーズンの頃は視野全体に花が広がり、個々の花木の樹形も手伝って、花の密集度が非常に高い風景が生まれた。
また、丘陵地にあるため、春の晴れた日には、坂の途上で雪を頂く吾妻連峰や吾妻小富士の雪うさぎが遠くに眺められる。

### 商品
花見山の花木は商品であるため、本来なら満開になる前に花卉市場（最寄りは福島市中央卸売市場）に出荷しなくてはならないが、花見の名所になったため、観光用に切らずに残すかそれとも蕾の時期に出荷するか問題になっている。卸売よりやや出荷時期が遅らせられる小売直接販売の場として、一部はふくしま花のまちフェスティバルなどに出荷され、出荷時期の分散化により花見の名所との両立が試みられている。

## アクセス
福島駅（JR東日本・阿武隈急行・福島交通）から南東へ直線距離で3.4km。花見シーズンの4月は、花見山公園周辺が7:00 - 17:00の時間帯で一般車両の乗り入れが規制される。休日には近隣の学校の校庭などが臨時駐車場となる。

### 徒歩
福島駅東口より道なりに4.4km、徒歩で約55分。

### バス
臨時バス
3月下旬から4月下旬にかけて、福島交通バスが直通の「花見山号」を運転している。
概ね20分間隔、所要15分、運賃片道250円、往復500円。花見山バス停より花見山公園まで専用散策路にて距離約800m、徒歩で約10分。最盛期の土日はバスが頻発する。
花見山満開の時期は、観光バス、自家用車が集中するため交通渋滞が発生し、福島駅東口から花見山バス停まで1時間近くかかることもある。また、福島駅行きの花見山バス停にも長蛇の列ができる。
路線バス
福島駅東口8番のりばから福島交通バスの「花見山入口経由渡利南回り」に乗り、「花見山入口」バス停で下車、徒歩で15分～20分程度。

### 鉄道
臨時列車
3月下旬から4月下旬にかけて、東日本旅客鉄道（JR東日本）の快速「ふくしま花見山号」が、東北本線の仙台駅～福島駅間を土日1往復ずつ運転している。途中の船岡駅～大河原駅間は車窓から一目千本桜が見られるので、減速運転区間となっている（参考：日本さくら名所100選）。

### 連絡乗車券
3月下旬から4月下旬にかけて、阿武隈急行の福島駅着発往復切符と福島交通の臨時バス「花見山号」往復切符がセットになった連絡乗車券「花見山きっぷ」が発売されている。

### 一般車両駐車場
最も大きい無料駐車場は、あぶくま親水公園（阿武隈川右岸の河川敷）である。シーズン中は、東北自動車道・福島飯坂IC等から、この駐車場までの臨時交通案内板が道路脇に設置されている。花見山との間にはシャトルバス（往復500円）が運行している。

## ギャラリー

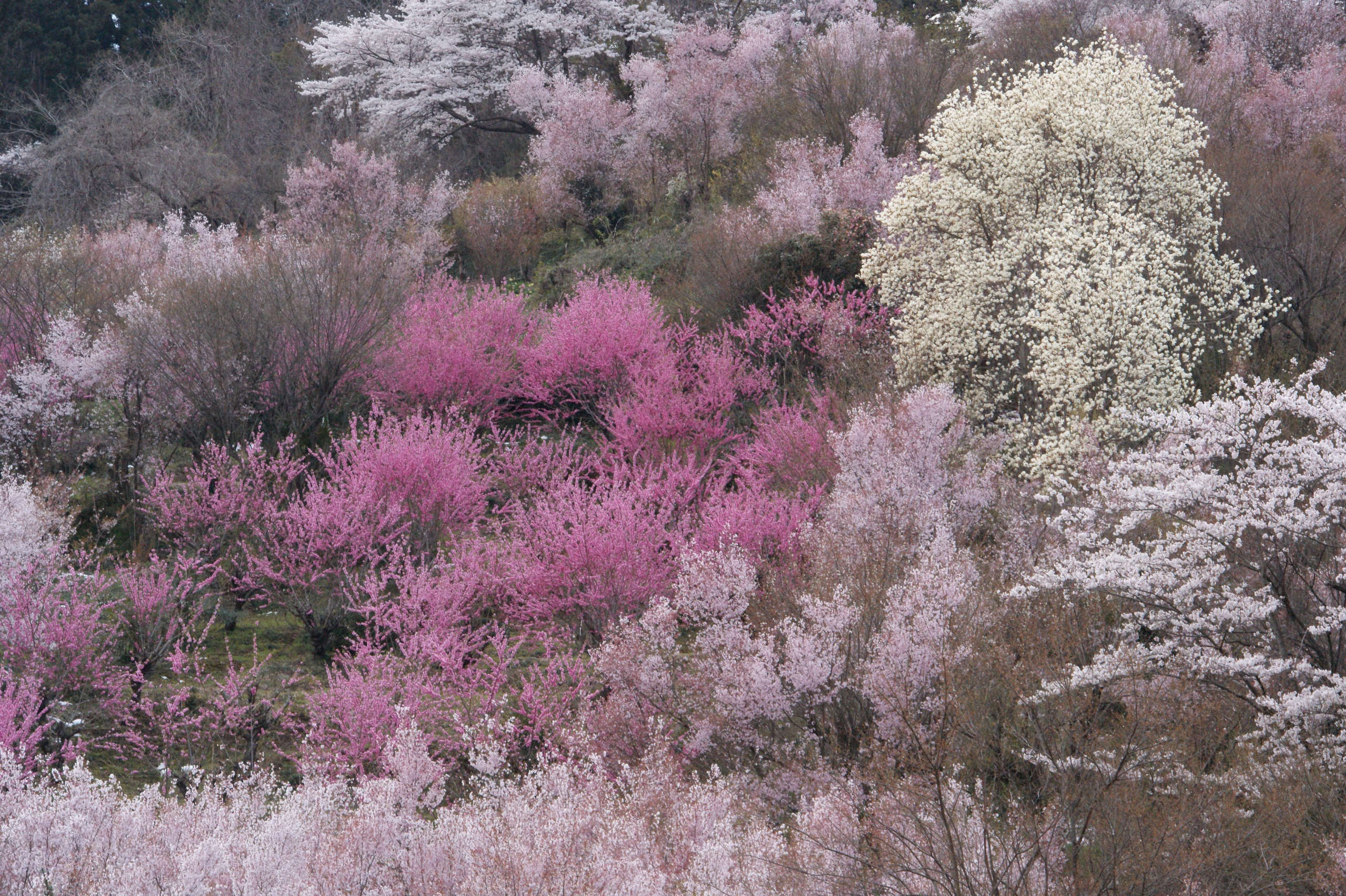
桃、ハクレン、サクラなどの花が咲く。（2010年4月）
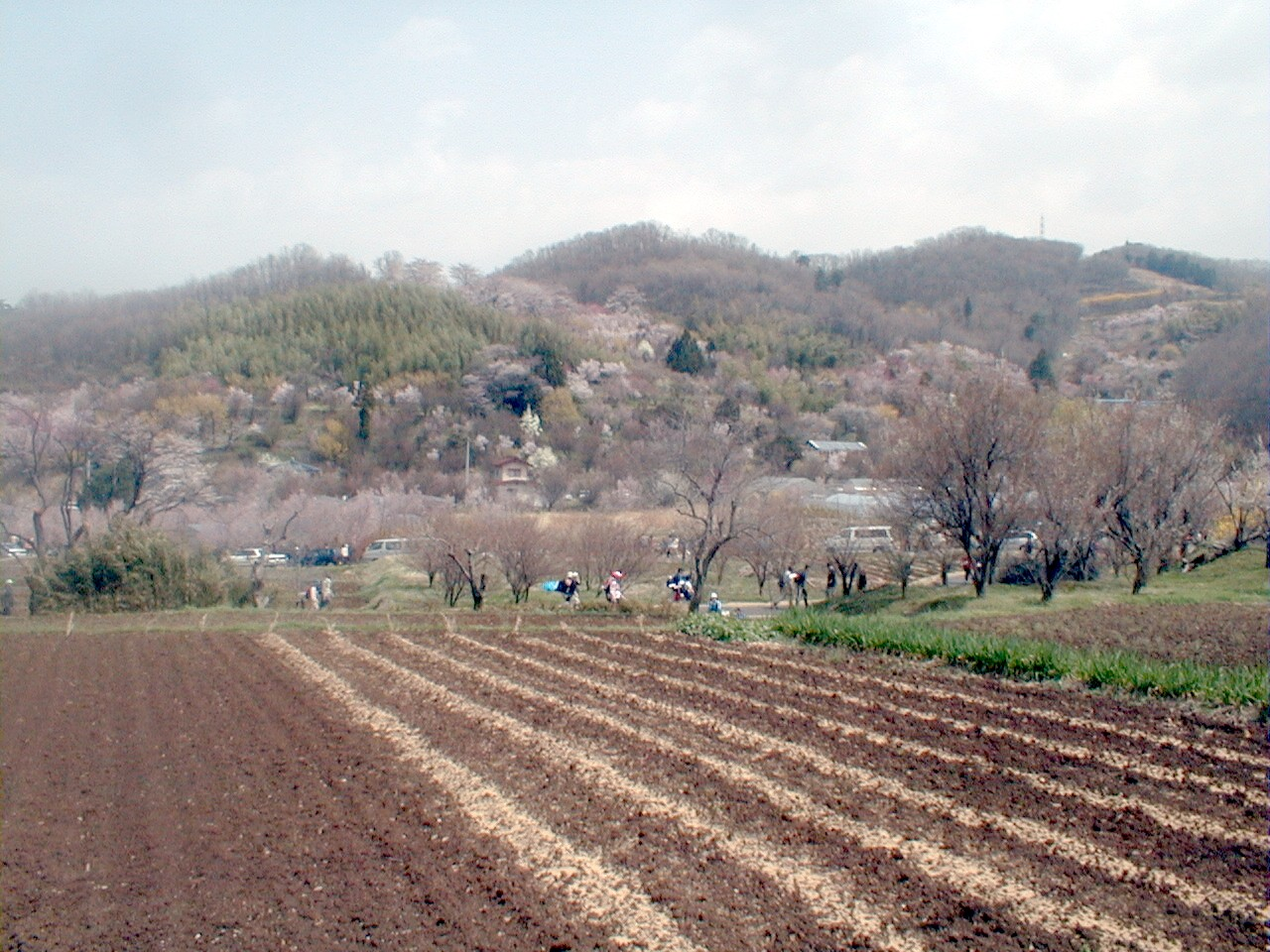
春の花見山公園周辺風景。（2004年4月）
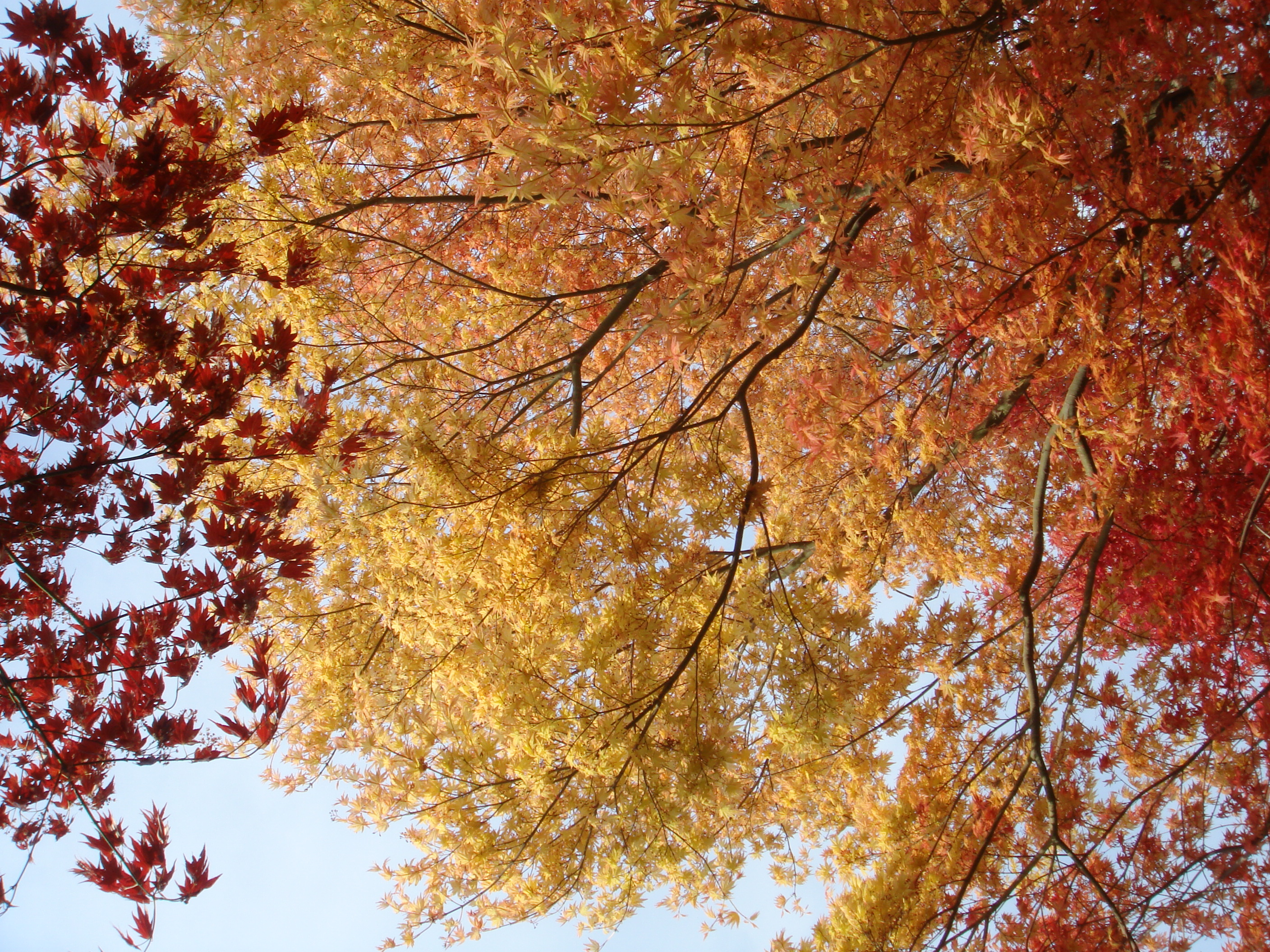
花見山公園。もみじの下から（2007年4月）
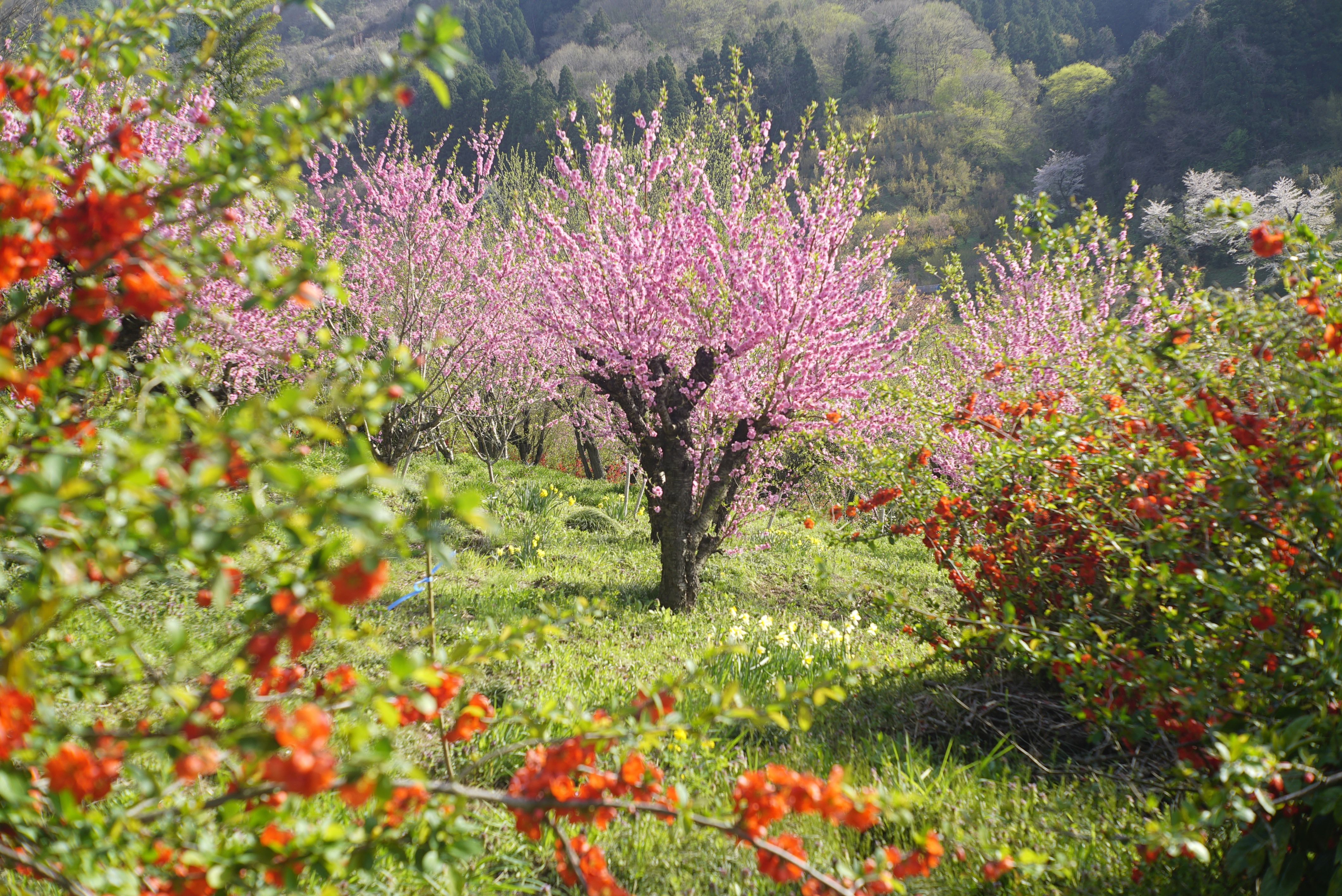
春の花見山公園の様子（2015年4月）

## 中心市街地での関連イベント
花見山の観光客を福島市の中心市街地に呼び込むために、様々なイベントが行われている。以下は2009年（平成21年）の例。
ふくしま花のまちフェスティバル
2007年（平成19年）2月に設立されたふくしま花のまちフェスティバル実行委員会（福島商工会議所）の主催。福島駅前広場や駅前通りなどに、「ミニ花見山」、飲食店ブース、市内の温泉（飯坂温泉・土湯温泉・高湯温泉）の足湯などが設置される。花見山の花木の小売直販の場ともなっている。
花と街のふれあいプロジェクト
福島商工会議所女性会の主催。福島駅前で開催。
まちなかふれあいパーク - 2009開花来馬宣言
福島青年会議所の主催。福島駅前で開催。来馬とは福島競馬シーズンの到来のことを指す。
街なか花フェスティバル
福島市の主催。街なか広場で開催。
花コンテスト2009
ふくしま中心街区フラワーストリート実行委員会の主催。パセオ470などで開催。